# David Praporgescu
David Praporgescu (n. 13 decembrie 1866, Turnu-Măgurele - d. 30 septembrie/13 octombrie 1916, Munții Coți) a fost unul dintre generalii Armatei României din Primul Război Mondial. A  murit eroic pe câmpul de luptă în bătălia de pe Valea Oltului, din octombrie 1916. 
A îndeplinit funcții de comandant de brigadă, de divizie și corp de armată în campania anului 1916.
În 1927 a fost decorat post-mortem cu Ordinul „Mihai Viteazul”, clasa III, pentru modul cum a acționat în campania anului 1916.
„Pentru vitejia și destoinicia cu care a condus personal operațiunile trupelor de pe Valea Oltului și Munții Coți în anul 1916. căzând grav rănit de o schijă de obuz, în linia I-a de tranșee, pe când îmbărbăta pe soldați la luptă crâncenă contra inamicului care era mult superior ca număr, murind ca un erou din cauza rănilor căpătate.”
Înalt Decret no. 614 din 2 martie 1927:p. 120

## Biografie și formare
David Praporgescu s-a născut în anul 1866, la Turnu Măgurele, într-o familie de țărani. A urmat școala primară și două clase de liceu în orașul natal, devenind apoi bursier al Școlii Normale pentru Învățătura Poporului Român, din București. După terminarea școlii, a activat ca învățător în satul Lița, din apropierea orașului Turnu-Măgurele.
În 1885 s-a înrolat ca soldat voluntar în Regimentul 11 Călărași din Botoșani. În 1888, pe când avea gradul de sergent, i s-a aprobat să meargă direct la examenul de absolvire la Școala Militară de Infanterie și Cavalerie din București, pe care l-a absolvit fiind clasificat primul din 100 de absolvenți, fiind avansat la gradul de sublocotenent, la 1 octombrie 1888.
Între 1889–1890 urmează Școala Specială de Cavalerie din București, pe care a absolvit-o tot ca șef de promoție. În 1894 este trimis la perfecționare la Școala de Echitație de la Samur (Franța), după care continuă cu un stagiu de pregătire la Regimentul 5 Dragoni din Compiegne. Întors în țară urmează cursurile Școlii Superioare de Război. Între 1902-1903, a fost trimis din nou peste hotare pentru un stagiu de pregătire în armata austro-ungară.

## Cariera militară

Bustul generalului David Praporgescu - Turnu Măgurele - sculptor Gheorghe Iliescu-Călinești, 1974

După absolvirea școlii militare de ofițeri cu gradul de sublocotenent, David Praporgescu a ocupat diferite poziții în cadrul unităților de cavalerie sau în eșaloanele superioare ale armatei, cele mai importante fiind cele de comandant al Regimentului 4 Roșiori sau comandant al Brigăzii 2 Călărași.
A avut și o bogată carieră didactică în instituțiile militare de învățământ fiind șef de secție și profesor de cavalerie și de tactica armei cavalerie la Școala de Ofițeri de Infanterie și Cavalerie, între 1903-1908. A fost, de asemenea, șef de catedră pentru tactica cavaleriei, la Școala Superioară de Război.
În perioada Primului Război Mondial, îndeplinit funcțiile de comandant al Diviziei 20 Infanterie, în perioada 14/27 august - 16/29 septembrie 1916 și comandant al Corpului I Armată, în perioada 17/30 septembrie - 30 septembrie/13 octombrie 1916, distingându-se în cursul bătălia de pe Valea Oltului din anul 1916.
Moare pe câmpul de luptă la 30 septembrie/13 octombrie 1916, rănit mortal de o schijă a unui proiectil rătăcit, pe când se deplasa pe valea pârâului Câineni de la poziția Coți către poziția Pleșu.:pp 422-423

## Decorații
- Ordinul „Steaua României”, în grad de ofițer (1913)
- Ordinul „Coroana României”, în grad de ofițer (1907)
- Medalia „Avântul Țării” (1913)[1]:p. 432
- Ordinul „Mihai Viteazul”, clasa III, 2 martie 1927[3]:p. 165

## Recunoașteri
- A fost ales membru activ în Societatea Română de Geografie,
- În 1932 Regimentul 3 Călărași a primit denumirea onorifică de „General David Praporgescu”
- O unitate de învățământ din Turnu Măgurele îi poartă numele Colegiul Tehnic „General David Praporgescu”[10]
- În județul Tulcea există o localitate care îi poartă numele
- În mai multe orașe există străzi cu numele său (Arad, București, Brăila, Râmnicu Vâlcea, Oradea, Turnu Măgurele).